# 星が丘テラス
星が丘テラス（ほしがおかテラス）は、愛知県名古屋市千種区星が丘元町にある商業施設（ショッピングモール）である。

## 概要
建物が道路を挟んだ形になっているのが特徴で、東側の建物は「East」、西側の建物は「West」と名付けられており、2つの建物をつなぐ連絡通路が用意されている。また、建物の北には星ヶ丘三越が隣接しており、こちらも連絡通路がある。
2006年（平成18年）第47回建築業協会賞（BCS賞）、2003年度（平成15年度）名古屋市都市景観賞を受賞している。 
運営は「星が丘グループ」の「東山遊園株式会社」が行なっている。
2015年（平成27年）3月13日には、Eastの手前、東山通沿いにあった「デザインの間」の跡地に新館「THE KITCHEN」（ザ・キッチン）がオープンした。
2023年（令和5年）4月25日には、Eastの1階・2階に「THE KITCHEN 2」（ザ・キッチン2）がオープンした。

## 主な店舗

### East
- Gap/GapKids
- ABCマート
- ロフト（この場所に入居していた無印良品は星ヶ丘三越に移転）
- 日本旅行
- セイハ英語学院
- 三井住友銀行（ATM）

その他、衣料品店、飲食店など多数。

### West
- 白洋舍
- スターバックスコーヒー
- 三菱UFJ銀行星ヶ丘支店

その他、衣料品店など多数。

## 所在地
- 愛知県名古屋市千種区星が丘元町16-50

## 交通アクセス
- 名古屋市営地下鉄東山線 星ヶ丘駅（6番・7番出口）より徒歩で約1分。
- 東山通[5]（愛知県道60号名古屋長久手線）「星ヶ丘西」交差点すぐ南。

## その他
あみんのアルバム「In the prime」に収録されている「神様のご褒美」という曲に出て来る「緩い坂を〜」というフレーズは、星が丘テラスEastとWestの間にある道のことである。
星が丘テラスWestのあるところに、かつて「星ヶ丘スポーツP&S」（夏は屋内プール、冬はスケート場）があった。
星が丘テラスEastとWestの間にある道路は、星ヶ丘発着の名鉄バスが折り返しで使用している。